# Chalkedon

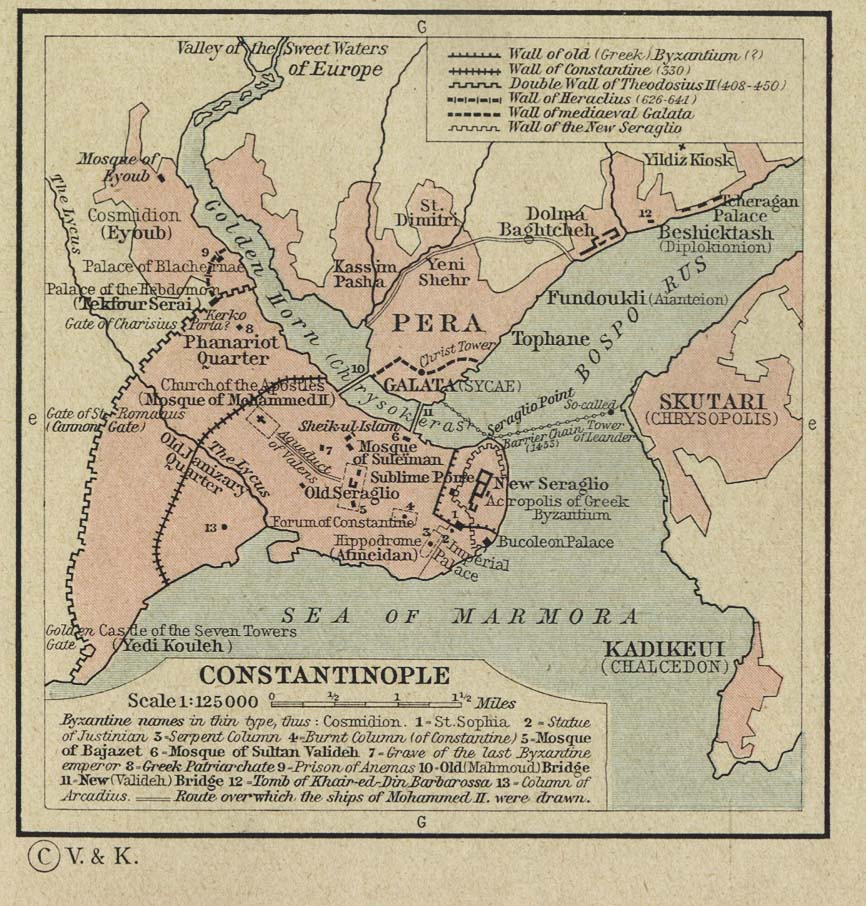
Konstantinopel vor etwa 550 Jahren

Chalkedon (auch Chalcedon, Kalchedon, Calcedon, altgriechisch Χαλκηδών Chalkēdṓn; heute türkisch: Kadıköy, Stadtteil von Istanbul) war eine antike Hafenstadt im kleinasiatischen Bithynien.

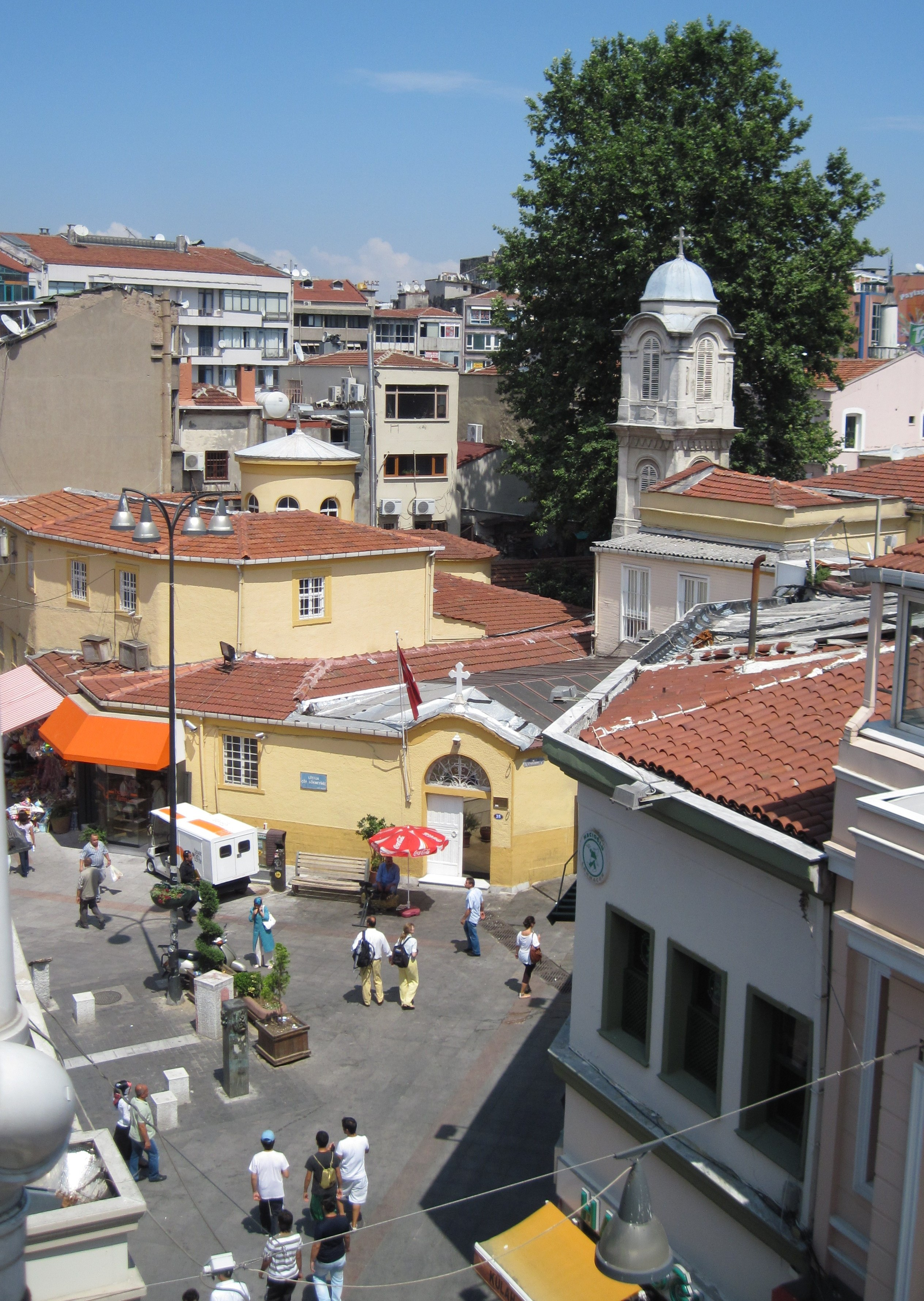
Die kleine Kirche der Heiligen Euphemia, die als Kathedrale von Chalkedon dient

## Lage
Chalkedon lag am Südausgang des Bosporus ins Marmarameer direkt gegenüber Byzantion, südlich von Skutari (früher Chrysopolis, heute Istanbuls Stadtteil Üsküdar). Der griechische Geschichtsschreiber Polybios (2. Jh. v. Chr.) vermerkt in seinem Geschichtswerk, dass Chalkedon aufgrund seiner Lage an der asiatischen Küste durch die Strömung im Marmarameer, die die Schiffe Richtung Byzantion an die europäische Küste trieb, vor allem wirtschaftlich benachteiligt war.

## Geschichte
Chalkedon wurde als eine megarische Kolonie 685 v. Chr. gegründet. Die Vorteile der Anlage einer Stadt auf dem gegenüberliegenden Ufer – wo später die Stadt Byzantion gegründet wurde – waren so offenbar nicht zur Kenntnis genommen worden, dass die Stadt vom Orakel die Bezeichnung „Stadt der Blinden“ (caecorum oppidum) erhielt.
In seiner frühen Geschichte teilte die Stadt das Schicksal von Byzanz, an dessen Kolonisierung die Einwohner von Chalkedon selbst mitwirkten. So wurde die Stadt wie Byzantion durch den persischen Feldherrn Otanes erobert. Infolge des ionischen Aufstands musste die Bevölkerung 493 v. Chr. vor den anrückenden Persern auf Schiffen nach Mesembria fliehen.
Chalkedon war lange hin- und hergerissen zwischen den Interessen Spartas und Athens, obwohl es von Gründung an Mitglied des Delisch-Attischen Seebundes war. Chalkedon konnte immer wieder Zeiten der Unabhängigkeit gegen Athener, Spartaner und Perser erkämpfen, war aber während des Alexanderzugs mit Persien verbündet. Die Unabhängigkeitspolitik der Stadt führte sie früh in Kontakt zu Rom, an dessen Seite es im dritten makedonisch-römischen Krieg stand und Schiffe bereitstellte. Durch Mithridates VI. (* ca. 134 v. Chr.; † 63 v. Chr.) wurde die Stadt teilweise zerstört, später aber zurückerobert.
Bei Chalkedon, das mehrfach durch die Goten geplündert wurde, fand 324 n. Chr. die entscheidende Schlacht Konstantins gegen Licinius statt. Die Stadt stand daher in der engeren Wahl für die Neugründung einer Hauptstadt im Osten des Römischen Reiches durch Konstantin, der dann aber Byzantion zur Roma Nova erhob. Der römische Kaiser Valens ließ die Stadt 365 n. Chr. zerstören, da sie sich offen zu Gegenkaiser Procopius bekannt hatte. Die Trümmer wurden für den Bau des Valens-Aquädukts in Konstantinopel verwendet.
Im Jahr 451 fand in der Stadt das ökumenische Konzil von Chalkedon statt, das zum Bruch mit den sogenannten Miaphysiten und zur Trennung der syrisch-orthodoxen Kirche von Antiochien, der armenisch-apostolischen wie der koptischen Kirche führte. Später wurde das bisherige Bistum Chalkedon zum Erzbistum erhoben und ist bis heute Sitz eines Metropoliten des Ökumenischen Patriarchats von Konstantinopel sowie ein Titularerzbistum der römisch-katholischen Kirche.
Chalkedon war wiederholt von den verschiedenen Angriffen auf Konstantinopel betroffen und diente von 616 bis 626 als Versorgungsplatz der Sassaniden unter Chosrau II. Die Türken nutzten die Stadt Jahrhunderte später als Steinbruch für den Ausbau Istanbuls.

## Sehenswürdigkeiten
Südlich befinden sich die Ruinen von Panteichion (Pendik), die als ehemaliger Alterssitz des Belisar gelten.

## Berühmte Bürger
- Dionysios von Chalkedon, Philosoph
- Euphemia von Chalkedon, Märtyrerin.
- Hypatios von Bithynien, Abt
- Xenokrates, Schüler von Platon.

## Sonstiges
Chalkedon ist Namensgeber des Minerals Chalcedon.